# Bathypelta
Bathypelta is een geslacht van weekdieren uit de klasse van de Gastropoda (slakken).

## Soort
- Bathypelta pacifica (Dall, 1908)